# Jean-Louis Jaley
Jean-Louis-Nicolas Jaley (* 27. Januar 1802 in Paris, Frankreich; † 30. Mai 1866 in Neuilly-sur-Seine) war ein französischer Bildhauer.

## Leben
Jaley war der Schüler seines Vaters Louis Jaley und des Pierre Cartellier. 1827 wurde er zusammen mit François Lanno mit dem Prix de Rome für ihre Skulptur mit einem Flachrelief Mucius Scævola devant Porsenna ausgezeichnet. 1833 gewann er den zweiten, 1836 den ersten, und in den Jahren 1848 und 1855 wieder den zweiten Preis. 1856 wurde er mit dem Orden der Ehrenlegion ausgezeichnet.
Er wurde auf dem Friedhof Père-Lachaise (49. Division) in der Nähe seines Vaters begraben, der 1840 starb.

## Werke (Auswahl)

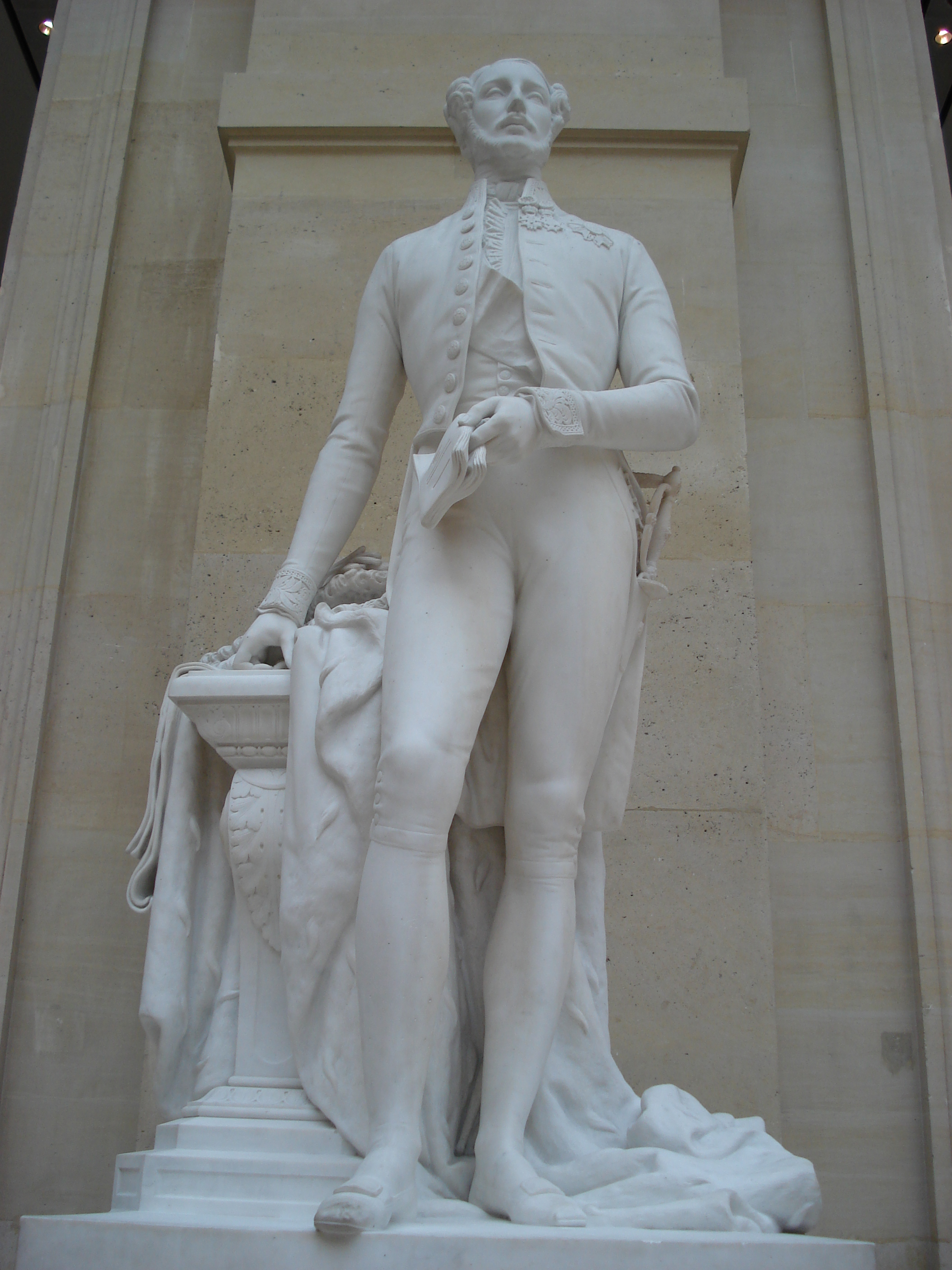
Le Duc d'Orléans, Marmorstatue von 1842–1844, Musée du Louvre, im Auftrag der Chambre des Pairs gefertigt und auf der Ausstellung Salon des Artistes Français der Société des Artistes Français 1844 erstmals gezeigt.
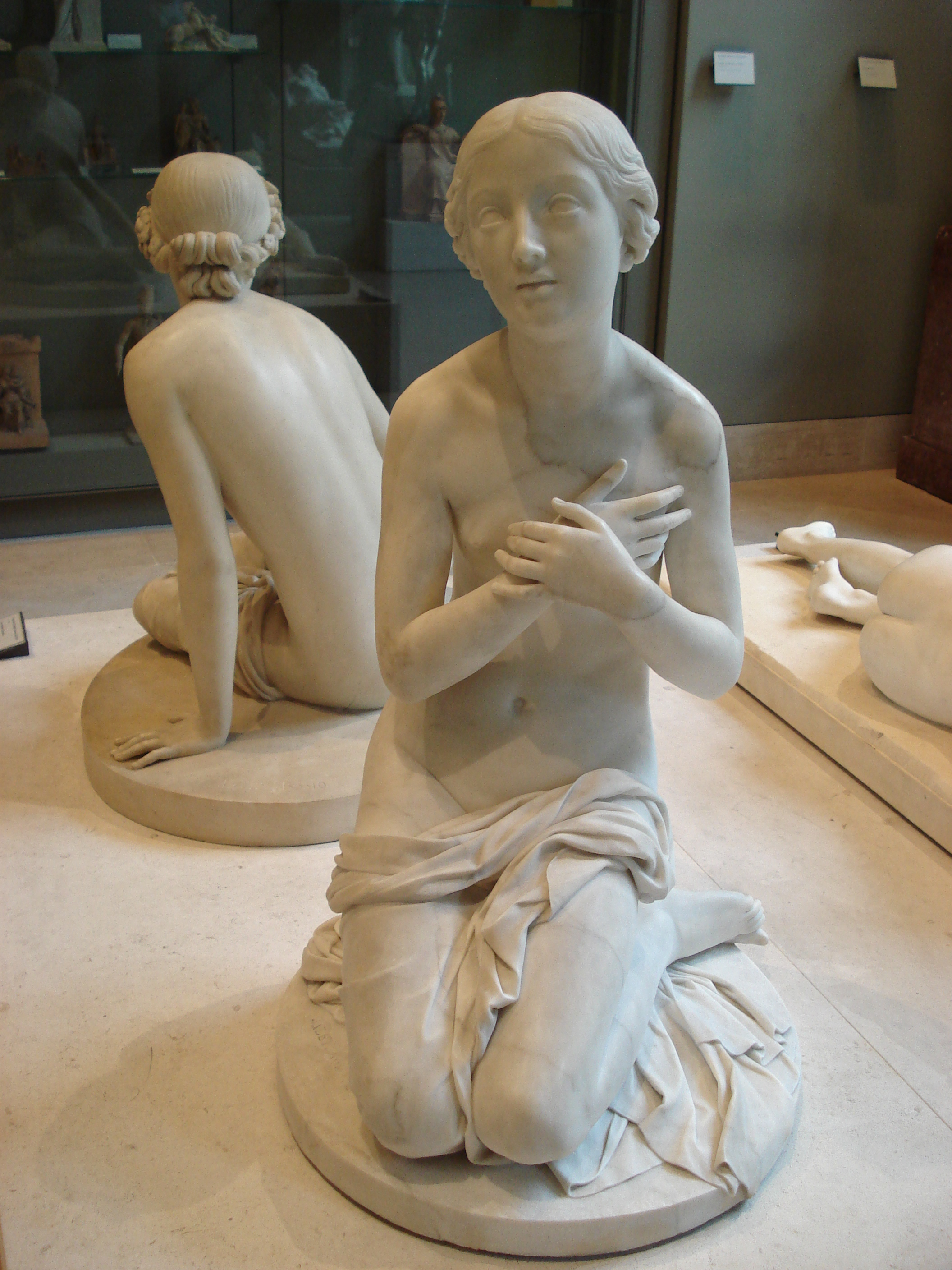
La Prière, Marmorstatue von 1831, Musée du Louvre, Paris.
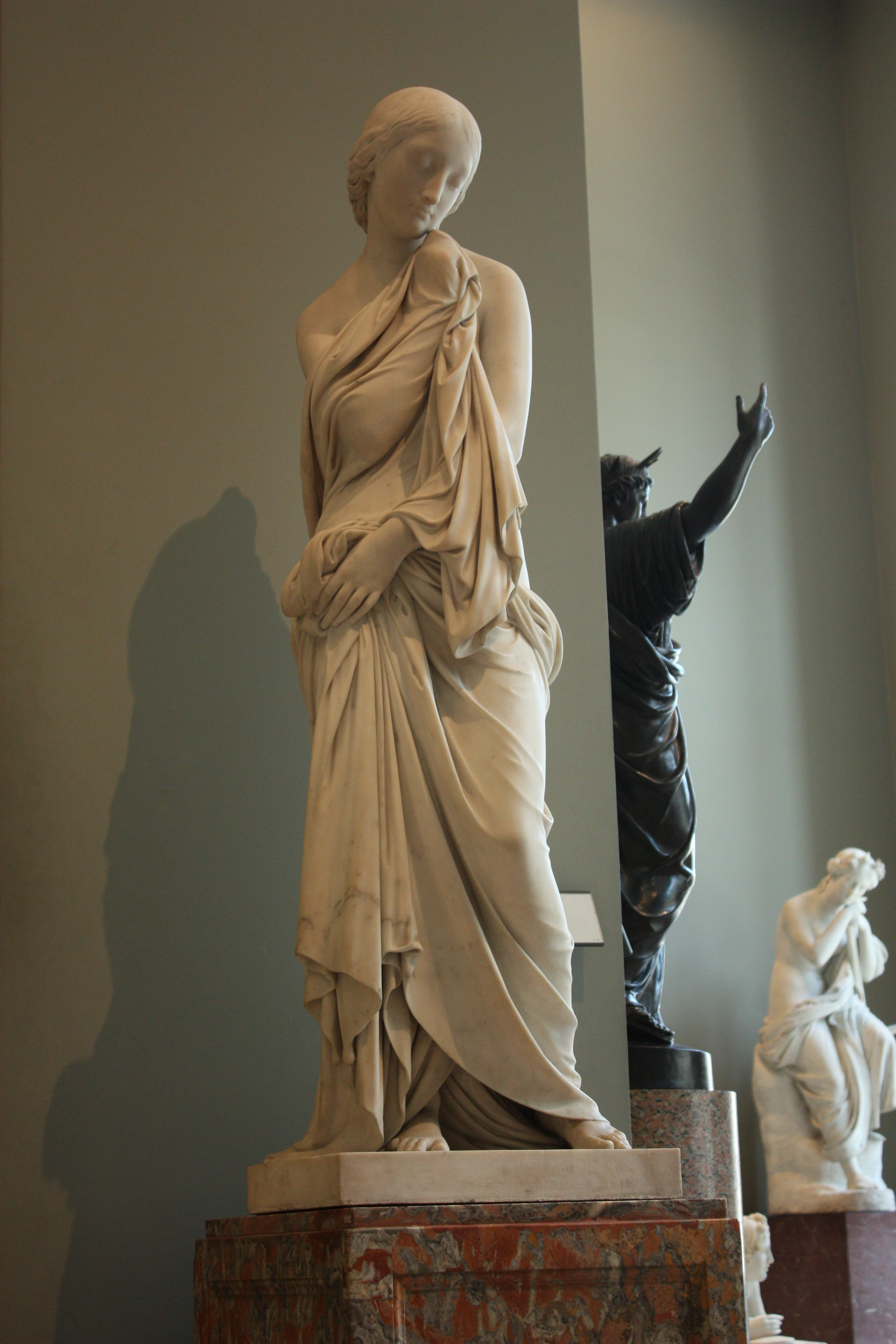
La Pudeur, Marmorstatue von 1833, Musée du Louvre.
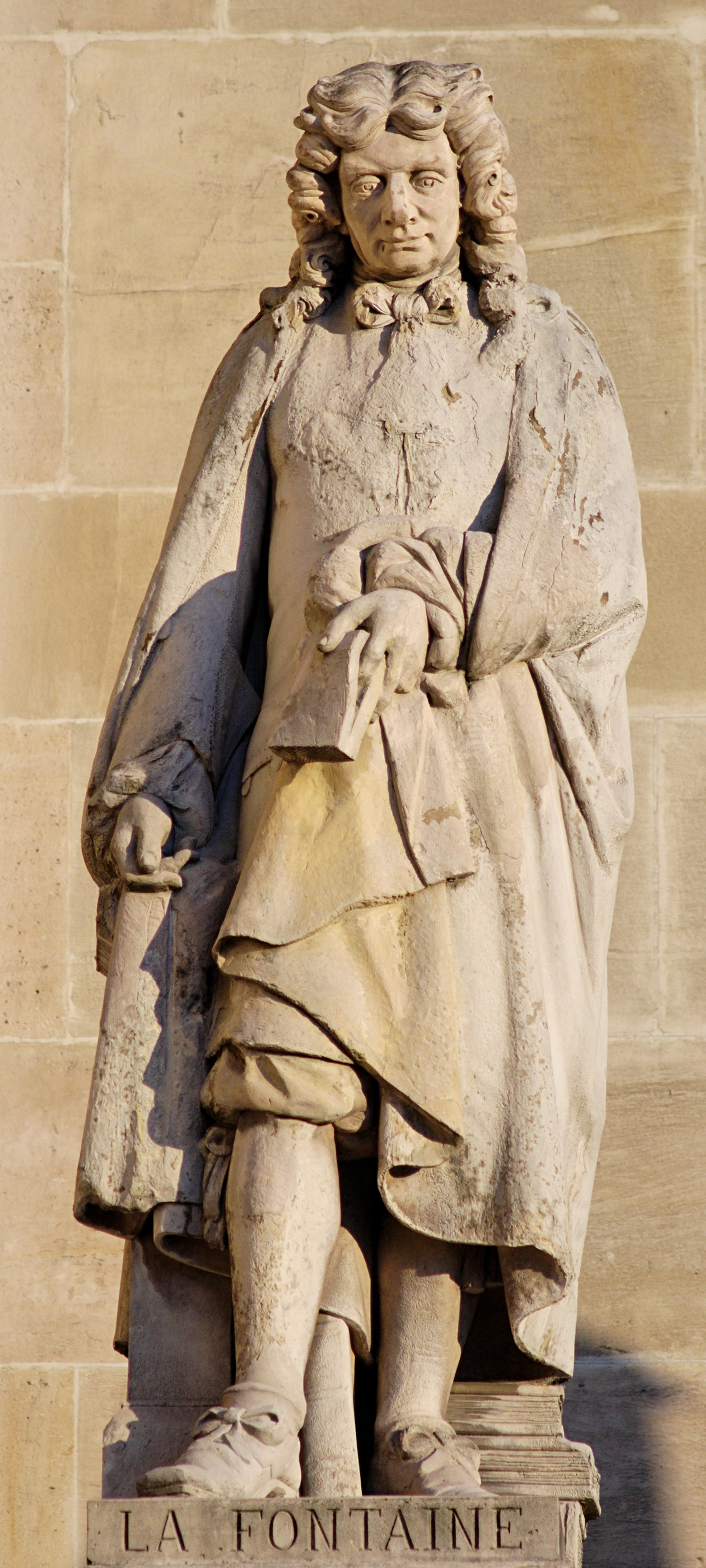
Jean de La Fontaine, Louvre.
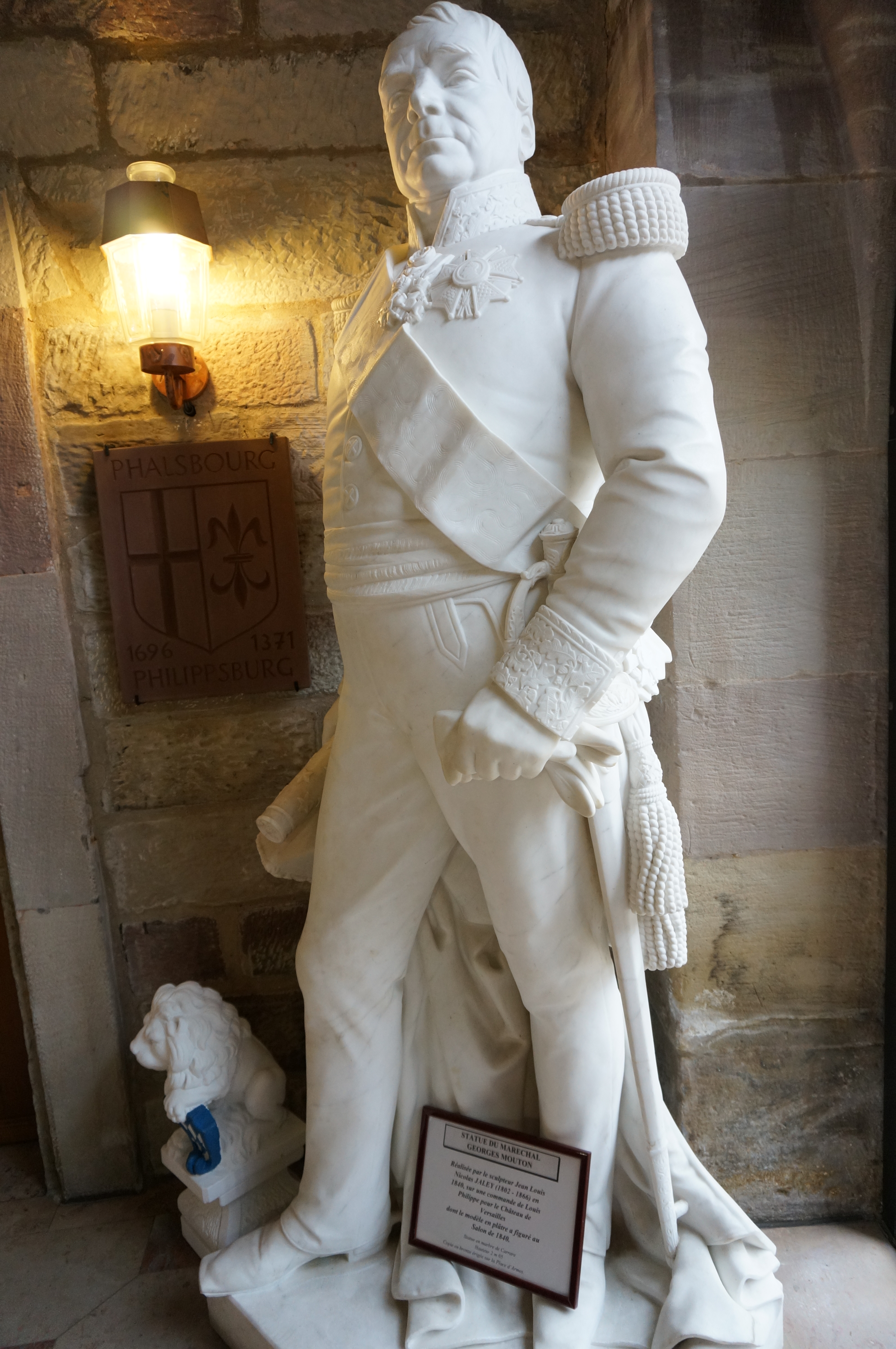
Georges Mouton de Lobau, Hôtel de ville, Phalsbourg.
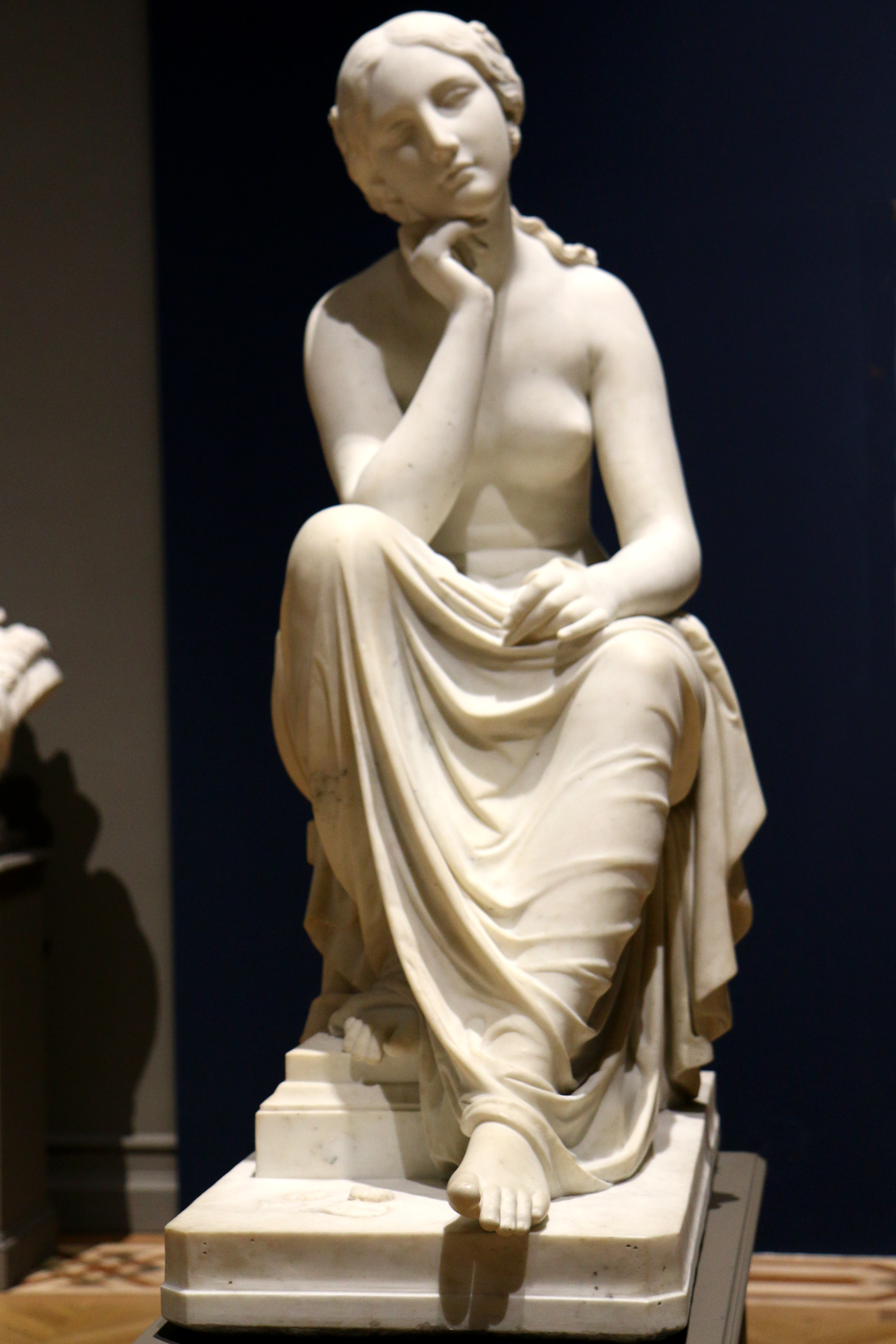
La rêverie, Marmorstatue, Musée des Beaux-Arts, Marseille.
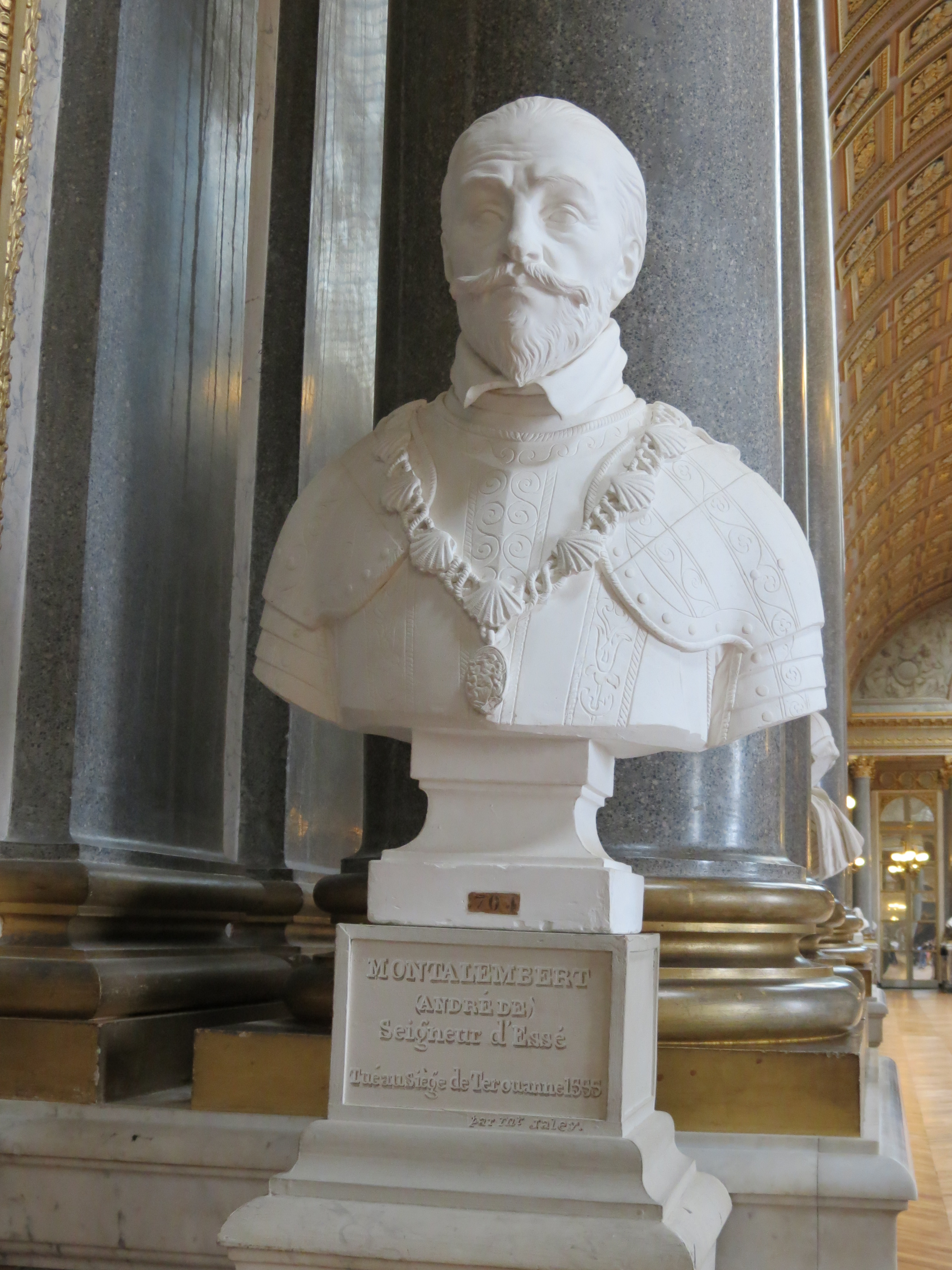
Büste von André de Montalembert in der Schlachtengalerie von Schloss Versailles